# Salina Cruz
Salina Cruz – miasto w Meksyku, w stanie Oaxaca. 1 lipca 2014 jego ludność wynosiła 80 200 mieszkańców.